# Stéphane de Habsbourg-Toscane
Pour les articles homonymes, voir Étienne de Habsbourg-Lorraine (homonymie).
Stéphane ou Étienne de Habsbourg-Lorraine (en anglais et en allemand : Stefan Habsburg-Lothringen), archiduc d’Autriche et prince de Toscane, est né le 15 août 1932 à Mödling en Basse-Autriche, et est décédé le 12 novembre 1998 à Brighton, dans le comté de Livingston, dans le Michigan, aux États-Unis. C'est un membre de la maison de Habsbourg-Lorraine.
Fils de l’archiduc Antoine de Habsbourg-Toscane (1901-1987) et de la princesse Ileana de Roumanie (1909-1991), Stéphane partage son enfance entre l’Autriche et la Roumanie. Après la Seconde Guerre mondiale, le régime communiste qui se met en place à Bucarest semble un moment vouloir faire de lui le successeur de son cousin, le roi Michel Ier, jugé trop indépendant. L’archiduc et sa famille sont cependant bannis de Roumanie quelques semaines après la proclamation de la république populaire, en 1947. Exilé en Amérique, Stéphane y devient ingénieur dans le secteur de l’automobile et publie plusieurs ouvrages scientifiques. Victime d'une encéphalite virale en 1958, il termine ses jours lourdement handicapé.

## Famille
L’archiduc Stéphane est le fils aîné de l’archiduc Antoine de Habsbourg-Toscane (1901-1987) et de son épouse la princesse Ileana de Roumanie (1909-1991). Par son père, il appartient à la branche toscane de la Maison de Habsbourg-Lorraine et descend du grand-duc Léopold II (1797-1870), qui n’est autre que son arrière-arrière-grand-père. Stéphane est aussi le petit-fils de l’archiduc Léopold-Salvator et de l’épouse de ce dernier, l’infante Blanche d’Espagne. Par sa mère, l’archiduc Stéphane est le petit-fils du roi Ferdinand Ier de Roumanie (1865-1927) et de son épouse la princesse anglo-allemande Marie de Saxe-Cobourg-Gotha (1875-1938). L'archiuc est ainsi l'un des nombreux descendants de l'impératrice Marie-Thérèse et de la reine Victoria du Royaume-Uni.
Exilé aux États-Unis, l’archiduc épouse morganatiquement, le 28 août 1954 à Milton, dans le comté de Norfolk, au Massachusetts, la roturière américaine Jerrine Soper (1931-2015). De ce mariage naissent cinq enfants qui sont exclus de la succession impériale austro-hongroise ainsi que de la succession grand-ducale de Toscane :
- Christophe de Habsbourg-Toscane (1957), qui s'unit, en 1987, à Elisabeth Popejoy. D’où une fille :
  - Saygan-Geneviève de Habsbourg-Toscane (1987).
- Ileana de Habsbourg-Toscane (1958), qui épouse, en 1979, David Snyder (1956-2019). D'où deux enfants :
  - Alexandra Snyder (1984) ;
  - Nicholas Snyder (1986).
- Pierre de Habsbourg-Toscane (1959), qui s'unit, en 1981, à Shari Reid avant d'en divorcer en 1985.
- Constance de Habsbourg-Toscane (1960), qui épouse, en 1987, Marc Matheson, avant d'en divorcer en 1995, et de se remarier, en 1997, à Michel Bain.
- Antoine de Habsbourg-Toscane (1965), qui s'unit, en 1991, à Ashley Carrel.

## Biographie

### Petite enfance

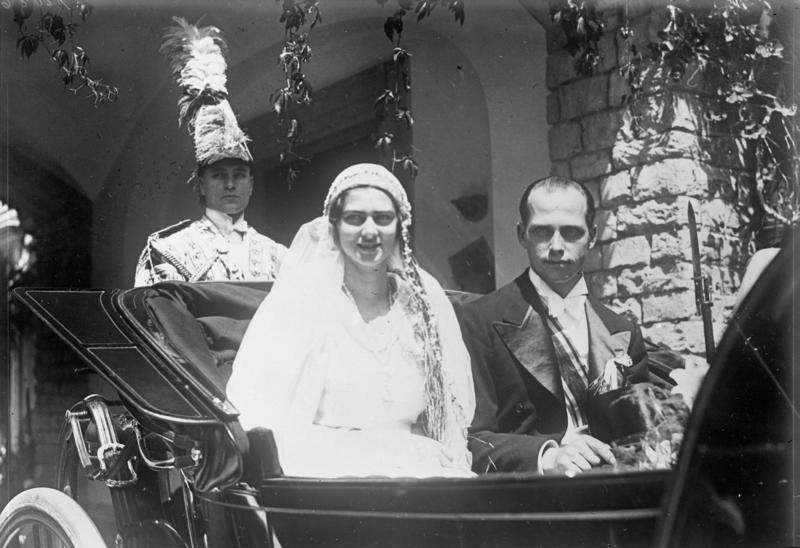
L’archiduc Antoine et son épouse la princesse Ileana de Roumanie, lors de leur mariage.

L’archiduc Stéphane naît à Mödling, près de Vienne, en Autriche, le 15 août 1932, en présence de sa grand-mère maternelle, la reine douairière Marie de Roumanie. Sa mère, la princesse Ileana, n’ayant pu obtenir l’autorisation de son frère, le roi Carol II, d’accoucher dans le pays de son enfance, le prince voit le jour au-dessus d’un gros pot rempli de terre roumaine rapporté par sa grand-mère.
Au moins le prince a-t-il pu naître sur les terres de sa famille paternelle, en Autriche. De fait, quelques mois avant sa naissance, le chancelier Kurt von Schuschnigg a adouci les mesures prises en 1918 et bannissant les membres de la Maison de Habsbourg-Lorraine d’Autriche, ce qui a permis aux parents de Stéphane d’y installer leur foyer en 1932. Pourtant, le petit prince naît apatride puisque c’est seulement en 1935 qu’une nouvelle réforme politique rend aux membres de l’ancienne dynastie impériale leur nationalité autrichienne.
En 1934, l’archiduc Stéphane et sa famille s’installent au Nord de Vienne, au château de Sonnberg, dont la princesse Ileana a fait l’acquisition afin d’y installer son foyer. C’est là que l’enfant passe ses premières années, jusqu’à ce que la Seconde Guerre mondiale éclate et pousse progressivement la famille à trouver refuge en Roumanie.
En 1938, Stéphane n’a pas encore six ans quand le Troisième Reich d’Adolphe Hitler réalise l’Anschluss. Craignant un complot royaliste dirigé par les Habsbourg et visant à empêcher l’annexion, les nazis occupent alors le château de Sonnberg et placent ses occupants sous surveillance. Mais, malgré plusieurs perquisitions, les Habsbourg-Toscane échappent à la prison, ce qui n'est pas le cas de toute leur parentèle. Après quelques semaines, le petit Stéphane et sa famille reçoivent même la nationalité allemande, ce dont ils se seraient bien passés.

### La guerre et l’installation en Roumanie

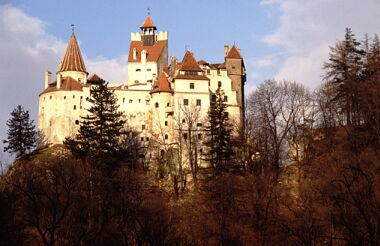
Le château de Bran, en Transylvanie (Roumanie).

Avec l’éclatement de la Seconde Guerre mondiale, l’archiduc Antoine, père de Stéphane, est embrigadé dans l’armée du Reich. D’abord envoyé sur le front français, il est ensuite muté à Berlin, où il travaille dans une base aérienne. Jusqu’en juillet 1944, il ne revoit donc plus sa famille qu’à l’occasion de courtes permissions.
Plus que jamais placé sous la direction de sa mère, Stéphane la suit à plusieurs reprises dans ses pérégrinations à travers l’Europe orientale. De fait, avec la guerre et l’abdication de Carol II en 1940, les portes de la Roumanie cessent d’être fermées pour Ileana et sa famille. C’est ainsi que le jeune archiduc peut découvrir le château de Bran, que la reine Marie de Roumanie a légué à sa fille préférée à sa mort en 1938.
En 1943, la princesse Ileana décide d’installer définitivement ses aînés en Roumanie. Stéphane et ses sœurs Marie-Ileana et Alexandra sont donc inscrits dans une école catholique de Bucarest appartenant à la minorité allemande locale. La princesse désire ainsi roumaniser ses enfants tout en leur permettant de conserver leur culture germanique.

### Entre mise en place du communisme et espoir de succession

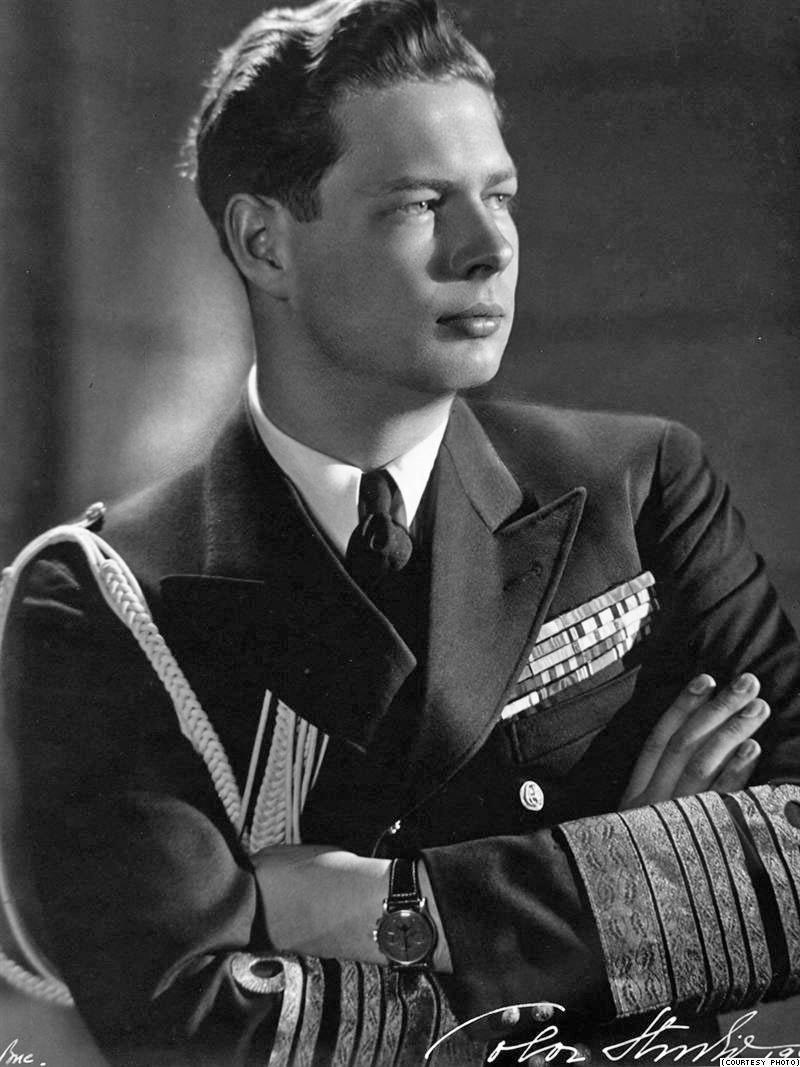
Le jeune roi Michel Ier de Roumanie.

La défaite de l’Allemagne nazie et l’invasion de la Roumanie par l’Armée rouge représentent un moment difficile dans la vie de l’archiduc Stéphane et de sa famille. En 1945, le nouveau gouvernement roumain fait en effet savoir à la princesse Ileana que son époux et ses enfants étant citoyens allemands, ils sont considérés comme des prisonniers de guerre. Le roi Michel Ier lui-même leur fait savoir, à travers sa mère, qu’il ne peut rien pour eux. Malgré tout, les Habsbourg-Toscane échappent à la déportation dans des camps soviétiques.
Dans le pays, les écoles allemandes sont fermées et Stéphane et ses sœurs doivent quitter l’institution dans laquelle ils étudiaient depuis 1943. Leur citoyenneté allemande les privant du droit de recevoir une éducation en Roumanie, ils doivent retourner au château de Bran, sans espoir de trouver une autre école.
Après quelques mois, cependant, la situation de Stéphane et de sa famille s’améliore nettement. Grâce aux accointances de la princesse Ileana (bientôt surnommée la « princesse rouge ») avec plusieurs membres importants du régime communiste, les jeunes Habsbourg-Toscane peuvent bientôt retourner à l’école, non sans y être soumis à la propagande officielle mise en place par le nouveau pouvoir. Au grand déplaisir du roi Michel, Stéphane intègre ainsi le prytanée militaire, où il découvre la pratique de l’espionnage mutuel des recrues.
En novembre 1947, Michel Ier part au Royaume-Uni afin d’y assister au mariage de son cousin, le duc d’Édimbourg, avec la future reine Élisabeth II. Il rencontre alors la princesse Anne de Bourbon-Parme, avec laquelle il ne tarde pas à se fiancer. À Bucarest, la nouvelle déplaît fortement aux communistes, qui craignent que le mariage de l’indocile souverain ne lui donne un regain de popularité.
Selon certains auteurs comme Ghislain de Diesbach, c’est alors que le pouvoir communiste (et notamment Ana Pauker) envisage, en accord avec la princesse Ileana, de remplacer le roi Michel par son cousin, l’archiduc Stéphane. Ce qui est certain en tout cas, c’est que le jeune homme et sa mère rencontrent, à cette période, plusieurs membres du gouvernement, dont le Premier ministre Petru Groza, et qu’ils reçoivent une étrange ovation à l’opéra de Bucarest, le 20 décembre 1947.

### Exil et installation aux États-Unis

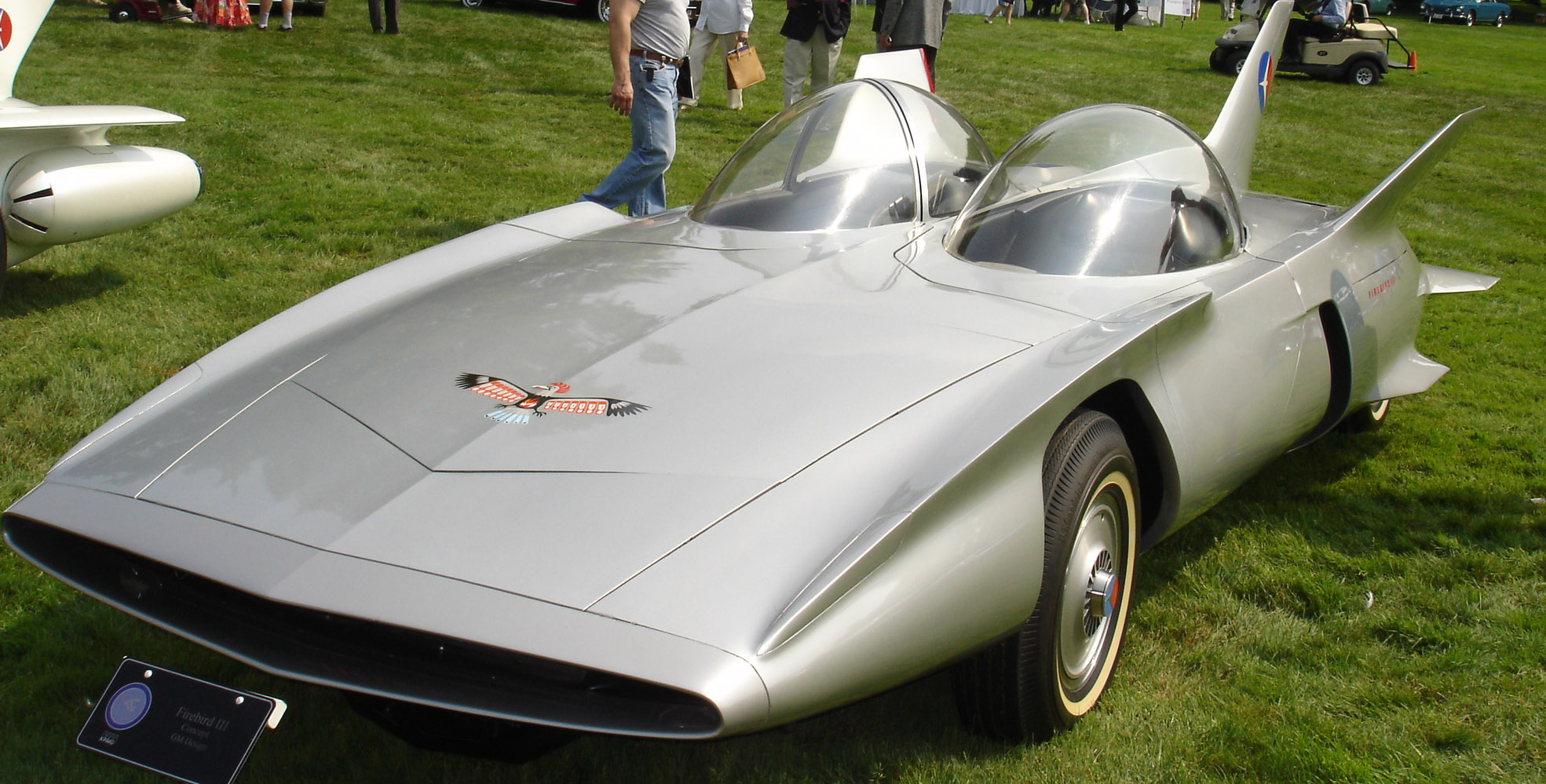
La Firebird III, véhicule sur lequel a travaillé l’archiduc Stéphane.

Vraie ou non, la tentative de voir l’archiduc Stéphane remplacer son cousin sur le trône ne se concrétise pas. Par ailleurs, en dépit de la promesse initiale des communistes de permettre aux « tantes rouges » de Michel Ier de rester en Roumanie, Stéphane et sa famille sont bannis de leur patrie à leur tour et partent en exil le 12 janvier 1948, soit une dizaine de jours après l’ex-roi.
Après un bref séjour en Suisse et en Argentine, Stéphane et sa sœur Marie-Ileana partent pour les États-Unis, où ils intègrent des écoles préparatoires. En 1950, l’archiduc et l’archiduchesse sont enfin rejoints par le reste de leur famille. Cependant, la réunification des Habsbourg-Toscane est de courte durée puisque le père de Stéphane, l’archiduc Antoine, repart bientôt s’installer en Autriche et divorce d’Ileana en 1954.
Suivant peut-être la tradition de son grand-père paternel, l’archiduc Léopold Salvator de Habsbourg-Toscane, Stéphane se passionne pour la mécanique. Après des études au prestigieux Massachusetts Institute of Technology (MIT), il est embauché par la General Motors et participe, avec quelques autres, à la création du General Motors Firebird.

### Mariage et maladie
En 1954, l’archiduc Stéphane épouse une jeune roturière américaine originaire de Boston, nommée Jerrine Soper. Les deux jeunes gens se sont rencontrés lors d’un bal organisé au MIT quelques mois auparavant,. Il s’agit là d’une union morganatique qui prive Stéphane et sa descendance de leurs droits de succession sur le trône austro-hongrois. De fait, d'après le docteur Michel Dugast Rouillé, l'archiduc « n’est plus membre de la Famille impériale » après son mariage.
En 1958, Stéphane contracte une encéphalite virale et tombe dans le coma. Les médecins expliquent alors à son épouse qu’il a seulement 20 % de chance de survivre à la maladie. Après quelques semaines d’hospitalisation, l’ex-archiduc se réveille toutefois mais sa mémoire à court terme est gravement altérée et il nécessite l’aide à plein temps d’une infirmière. Après sa sortie de l’hôpital, Stéphane s’installe donc durant six mois chez sa mère, avec son épouse et leurs enfants. La princesse Ileana, qui est entrée dans les ordres quelques années auparavant, s’occupe alors de la rééducation de son fils aîné,.
Environ un an après le début de sa maladie, Stéphane reprend ses activités professionnelles. Mais, désormais profondément handicapé, il ne peut plus résoudre aucune tâche complexe et est victime d’importants problèmes d’orientation. Sa réintégration à la General Motors est donc partielle et il cesse de travailler au projet Firebird.

### Décès et sépulture
Installé avec sa femme à Farmington, dans la banlieue de Détroit, Stéphane s’éteint non loin de là, le 12 novembre 1998, à 66 ans, dans la petite ville de Brighton.
« Stefan Habsburg-Lothringen » est inhumé dans le Saint Wenceslaus Cemetery du comté de Leelanau, dans le Michigan. Il s’agit là d’un cimetière proche de l’église catholique Saint-Venceslas dédiée au saint duc de Bohême Venceslas Ier. La région où il est situé a accueilli au XIXe siècle des immigrants venus d’Europe et spécialement de Bohême, province où régnèrent les Habsbourg jusqu’à la dissolution de l’Autriche-Hongrie en 1918.

### Publications de l'archiduc Stéphane
- (en) Stefan Habsburg-Lothringen, "Tornado" design of a gas-turbine powered passenger car, 1955, 206 pages (voir notice)
- (en) Stefan Habsburg, Lorna Middendorf, Society of Automotive Engineers, Humans in seats: what really connects in seating comfort?, General Motors Design, General Motors Corp., GM Technical Center, 1978, 59 pages (voir notice)
- (en) Stefan Habsburg, Mass and weight distribution in cars: how they are related to ride and handling  General Motors Styling, General Motors Technical Center, 1969 - 13 pages (voir notice)

### Notices généalogiques
- « Étienne d’Autriche puis de Habsbourg (1932- ) », dans docteur Michel Dugast Rouillé, Les Maisons souveraines de l’Autriche : Babenberg, Habsbourg, (Habsbourg-D’Espagne), Habsbourg-Lorraine, (Lorraine), Paris, Dugast Rouillé, 1967, 368 p., p.208, illustré, 29 cm
- (fr) « Archiduc Étienne (Stefan) d’Autriche-Toscane (1932- ) » page « III, 106 » in L’Empire d’Autriche volume III, 265 pages, imprimé en 1991, dépôt légal 1992, « Les Manuscrits du CEDRE, dictionnaire historique et généalogique », ISSN 0993-3964, Cercle d’études des dynasties européennes (CEDRE) présidé par Jean-Fred Tourtchine
- (fr) « Stefan archiduc d’Autriche, prince de Toscane (1932- ) » page 138 in  Nicolas Enache, La Descendance de Marie-Thérèse de Habsbourg, reine de Hongrie et de Bohême, édité par L’Intermédiaire des chercheurs et curieux, 795 pages, 1996,  (ISBN 2-908003-04-X).
- Chantal de Badts de Cugnac et Guy Coutant de Saisseval, Petit Gotha, Paris, le Petit Gotha, 2002 (1re éd. 1993), 989 p. (ISBN 2-9507974-3-1), « Stefan », p. 233nouvelle édition augmentée et mise à jour

### Autres ouvrages sur le prince et sa famille
- (fr) Jean-Paul Besse, Ileana, l'archiduchesse voilée, Versailles, Via Romana, 2010 (ISBN 978-2-916727-74-5).
- (en) Bev Cooke, Royal Monastic : Princess Ileana of Romania : the Story of Mother Alexandr, Ben Lomond, Calif, Conciliar Press Ministries, 2008, 199 p. (ISBN 978-1-888212-32-7 et 1-888212-32-2)
- (en) Norman J. James, Of firebirds & moonmen : a designer's story from the Golden Age, United States, Xlibris Corp, 2007, 214 p. (ISBN 978-1-4257-7653-4 et 1-4257-7653-1)
- (de) David McIntosh, Die unbekannten Habsburger. Toscana, Falköping, 2000.
- (en) Ileana, Princess of Romania, Archduchess of Austria, I Live Again, Princess Of Romania, Archduchess Of Austria, Rinehart & Company Incorporated, 1952 (ouvrage en ligne)